# Charophyta
Las algas carofitas (taxón Charophyta) son un grupo de algas verdes que incluye a los parientes más próximos de las plantas terrestres. Son un grupo parafilético (ocasionalmente restringidas a las Charales, que son monofiléticas). En algunos grupos como las algas conjugadas, no hay células flageladas. El último grupo opera con reproducción sexual, pero su movilidad no involucra a flagelos, que están totalmente ausentes. Las células flageladas en la forma de espermios se encuentran en los Charales y en el grupo Coleochaetales.

## Sinonimia
Este grupo parafilético fue llamado Charophyceae (Mattox & Stewart 1984) o informalmente carofíceas (Graham & Wilcox 2000) y Streptophycophytes (de Reviers 2002). Actualmente se propone como división Charophyta (Cavalier-Smith 1993, Leliaert et al. 2012, Ruggiero et al. 2015).

## Filogenia
Las algas verdes carofitas conforman un grupo parafilético debido a que de él descienden las plantas terrestres, está conformado por al menos 6 grupos monofiléticos relacionados del siguiente modo:
|  |

A pesar de que está difundido que las algas Charales son las que están más relacionadas con las plantas terrestres, un estudio reciente genómico nuclear sostiene que son las algas Zygnematales las más cercanas a ellas. En cambio otros análisis moleculares muestran que aún no se han establecido las relaciones definitivamente y que las plantas terrestres podrían estar igualmente próximas a las Coleochaetales.
Los análisis moleculares y morfológicos más recientes han dado la siguiente filogenia:
|  | Mesostigmatophyceae                                               |
|  |                                                                   |
|  | \| \| Spirotaenia \| \| \| \| \| \| Chlorokybophyceae \| \| \| \| |
|  |                                                                   |
|  | Spirotaenia                                                       |
|  |                                                                   |
|  | Chlorokybophyceae                                                 |
|  |                                                                   |

|  | Spirotaenia       |
|  |                   |
|  | Chlorokybophyceae |
|  |                   |

|  | Coleochaetophyceae                                               |
|  |                                                                  |
|  | \| \| Zygnematophyceae \| \| \| \| \| \| Embryophyta \| \| \| \| |
|  |                                                                  |
|  | Zygnematophyceae                                                 |
|  |                                                                  |
|  | Embryophyta                                                      |
|  |                                                                  |

|  | Zygnematophyceae |
|  |                  |
|  | Embryophyta      |
|  |                  |

|  | Coleochaetophyceae                                               |
|  |                                                                  |
|  | \| \| Zygnematophyceae \| \| \| \| \| \| Embryophyta \| \| \| \| |
|  |                                                                  |
|  | Zygnematophyceae                                                 |
|  |                                                                  |
|  | Embryophyta                                                      |
|  |                                                                  |

|  | Zygnematophyceae |
|  |                  |
|  | Embryophyta      |
|  |                  |

|  | Coleochaetophyceae                                               |
|  |                                                                  |
|  | \| \| Zygnematophyceae \| \| \| \| \| \| Embryophyta \| \| \| \| |
|  |                                                                  |
|  | Zygnematophyceae                                                 |
|  |                                                                  |
|  | Embryophyta                                                      |
|  |                                                                  |

|  | Zygnematophyceae |
|  |                  |
|  | Embryophyta      |
|  |                  |

|  | Coleochaetophyceae                                               |
|  |                                                                  |
|  | \| \| Zygnematophyceae \| \| \| \| \| \| Embryophyta \| \| \| \| |
|  |                                                                  |
|  | Zygnematophyceae                                                 |
|  |                                                                  |
|  | Embryophyta                                                      |
|  |                                                                  |

|  | Zygnematophyceae |
|  |                  |
|  | Embryophyta      |
|  |                  |

|  | Mesostigmatophyceae                                               |
|  |                                                                   |
|  | \| \| Spirotaenia \| \| \| \| \| \| Chlorokybophyceae \| \| \| \| |
|  |                                                                   |
|  | Spirotaenia                                                       |
|  |                                                                   |
|  | Chlorokybophyceae                                                 |
|  |                                                                   |

|  | Spirotaenia       |
|  |                   |
|  | Chlorokybophyceae |
|  |                   |

|  | Coleochaetophyceae                                               |
|  |                                                                  |
|  | \| \| Zygnematophyceae \| \| \| \| \| \| Embryophyta \| \| \| \| |
|  |                                                                  |
|  | Zygnematophyceae                                                 |
|  |                                                                  |
|  | Embryophyta                                                      |
|  |                                                                  |

|  | Zygnematophyceae |
|  |                  |
|  | Embryophyta      |
|  |                  |

|  | Coleochaetophyceae                                               |
|  |                                                                  |
|  | \| \| Zygnematophyceae \| \| \| \| \| \| Embryophyta \| \| \| \| |
|  |                                                                  |
|  | Zygnematophyceae                                                 |
|  |                                                                  |
|  | Embryophyta                                                      |
|  |                                                                  |

|  | Zygnematophyceae |
|  |                  |
|  | Embryophyta      |
|  |                  |

|  | Coleochaetophyceae                                               |
|  |                                                                  |
|  | \| \| Zygnematophyceae \| \| \| \| \| \| Embryophyta \| \| \| \| |
|  |                                                                  |
|  | Zygnematophyceae                                                 |
|  |                                                                  |
|  | Embryophyta                                                      |
|  |                                                                  |

|  | Zygnematophyceae |
|  |                  |
|  | Embryophyta      |
|  |                  |

|  | Coleochaetophyceae                                               |
|  |                                                                  |
|  | \| \| Zygnematophyceae \| \| \| \| \| \| Embryophyta \| \| \| \| |
|  |                                                                  |
|  | Zygnematophyceae                                                 |
|  |                                                                  |
|  | Embryophyta                                                      |
|  |                                                                  |

|  | Zygnematophyceae |
|  |                  |
|  | Embryophyta      |
|  |                  |